# Julien Green

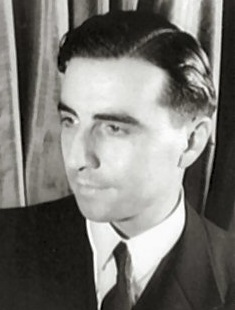
Carl van Vechten: Julien Green (1933)

Julien Green, eigentlich Julian Hartridge Green (* 6. September 1900 in Paris; † 13. August 1998 ebenda), war ein französischer Schriftsteller mit US-amerikanischer Staatsangehörigkeit.

## Leben
Green war das achte und jüngste Kind von Mary Hartridge Green (1857–1914) und Edward Green (1853–1927), der für die amerikanische Handelskammer arbeitete. Seine US-amerikanischen und protestantischen Eltern waren 1895 aus Georgia nach Le Havre und 1898 schließlich nach Paris umgesiedelt. Der protestantisch getaufte Sohn wuchs zweisprachig (französisch und englisch) in der Rue de la Pompe im 16. Arrondissement auf. Hier besuchte er seit 1908 das Lycée Janson de Sailly.
Nach dem Tod der Mutter am 27. Dezember 1914 und nach der Lektüre des Buches The Faith of Our Fathers von James Gibbons konvertierte Green am 23. April 1916 zum katholischen Glauben. Im Einverständnis mit Pater Creté, seinem geistlichen Lehrer, wollte Green einem Orden beitreten. Diese Entscheidung widerrief er jedoch 1919. Nachdem er sich dem Buddhismus zugewandt hatte, bekannte er sich 1939 erneut zum katholischen Glauben.

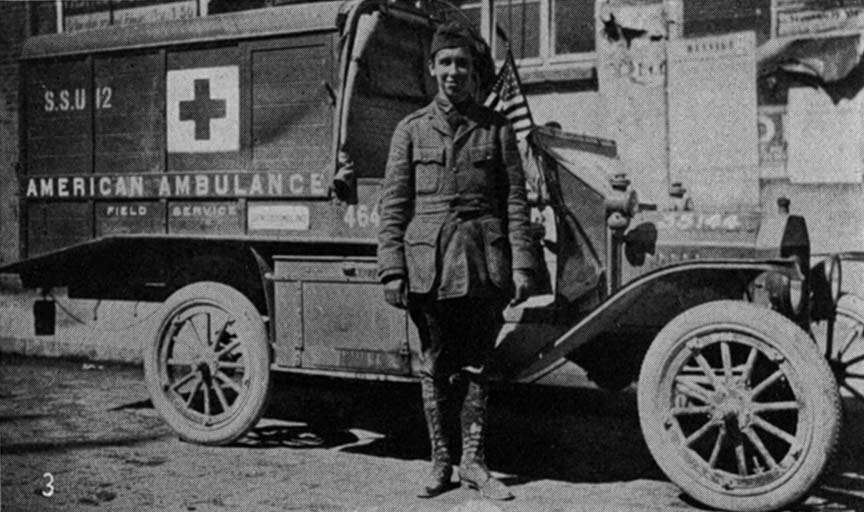
Sanitätswagen American Field Service im April 1917 in der Nähe von Verdun

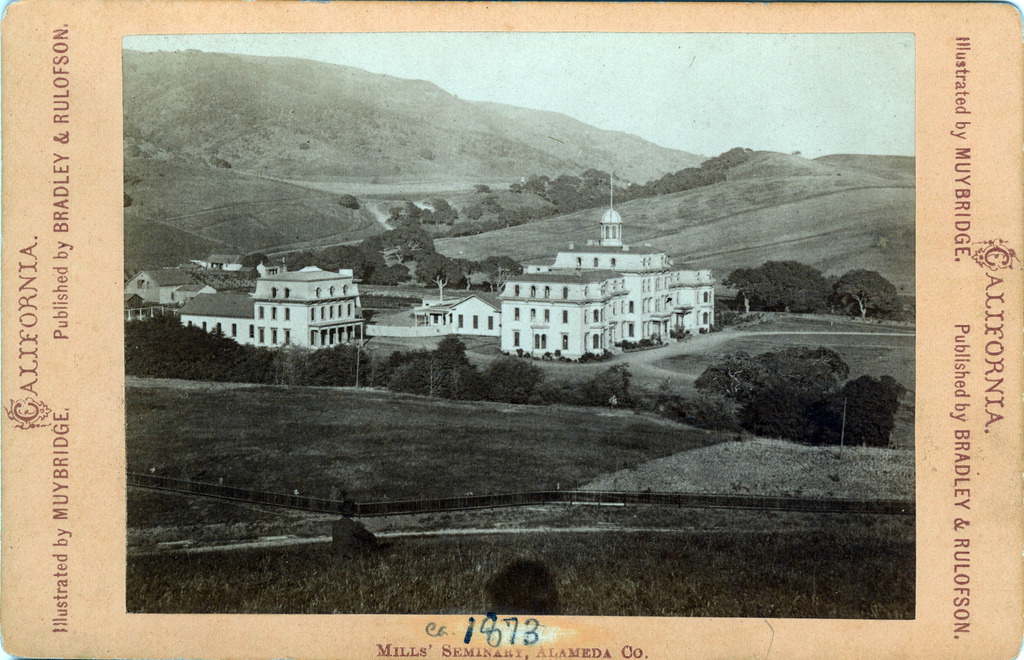
Foto des Mills College von Eadweard Muybridge um 1873

Im Ersten Weltkrieg meldete sich Green 1917 freiwillig beim American Field Service und wurde als Sanitäter an der Front eingesetzt. Ab Dezember 1917 war er für das American Red Cross in Italien tätig.
Im September 1919 begann Green an der University of Virginia in Charlottesville ein Literaturstudium, das er im Juli 1922 ohne Abschluss beendete. Anschließend kehrte er nach Frankreich zurück. Im November 1924 lernten sich Julien Green und Robert de Saint Jean (1901–1985) kennen und es entstand eine lebenslange Freundschaft. Seit 1925 zählte Green zum Freundeskreis des katholischen Philosophen Jacques Maritain, dessen Haus in Meudon ein Zentrum thomistischer Spiritualität war.
In den Jahren 1929 bis 1939 bereiste Green von Paris aus die Länder Deutschland, Holland, England, Italien, Norwegen, Tunesien, Österreich, Ungarn, Belgien, Dänemark und Schweden. Auch in den USA hielt er sich auf. Doch nach der deutschen Besetzung Frankreichs verließ Green am 17. März 1940 Paris und blieb zunächst in Bordeaux sowie in Portugal. Von dort ging er am 6. Juli 1940 in die USA. 1941 unterrichtete Green am Goucher College in Baltimore. 1943 arbeitete er im United States Office of War Information. In dieser Zeit übersetzte er Werke des französischen Schriftstellers Charles Péguy ins Englische. 1944 gab Green Unterricht am Mills College in Oakland (Kalifornien).
Nach dem Ende des Zweiten Weltkrieges kehrte Green im September 1945 aus den USA nach Paris zurück, wo er 1947 im 7. Arrondissement eine Wohnung bezieht. Ein mystisches Erlebnis in der Nacht zum 20. April 1948 veranlasste Green nochmals, sich zum katholischen Glauben zu bekennen.
Im Jahr 1950 lernten sich Julien Green und der Schriftsteller Éric Jourdan (1930–2015) kennen. Jourdan wurde unter dem Namen Jean-Éric Green von Julien Green als Sohn um 1990 adoptiert und zum Nachlassverwalter bestellt.

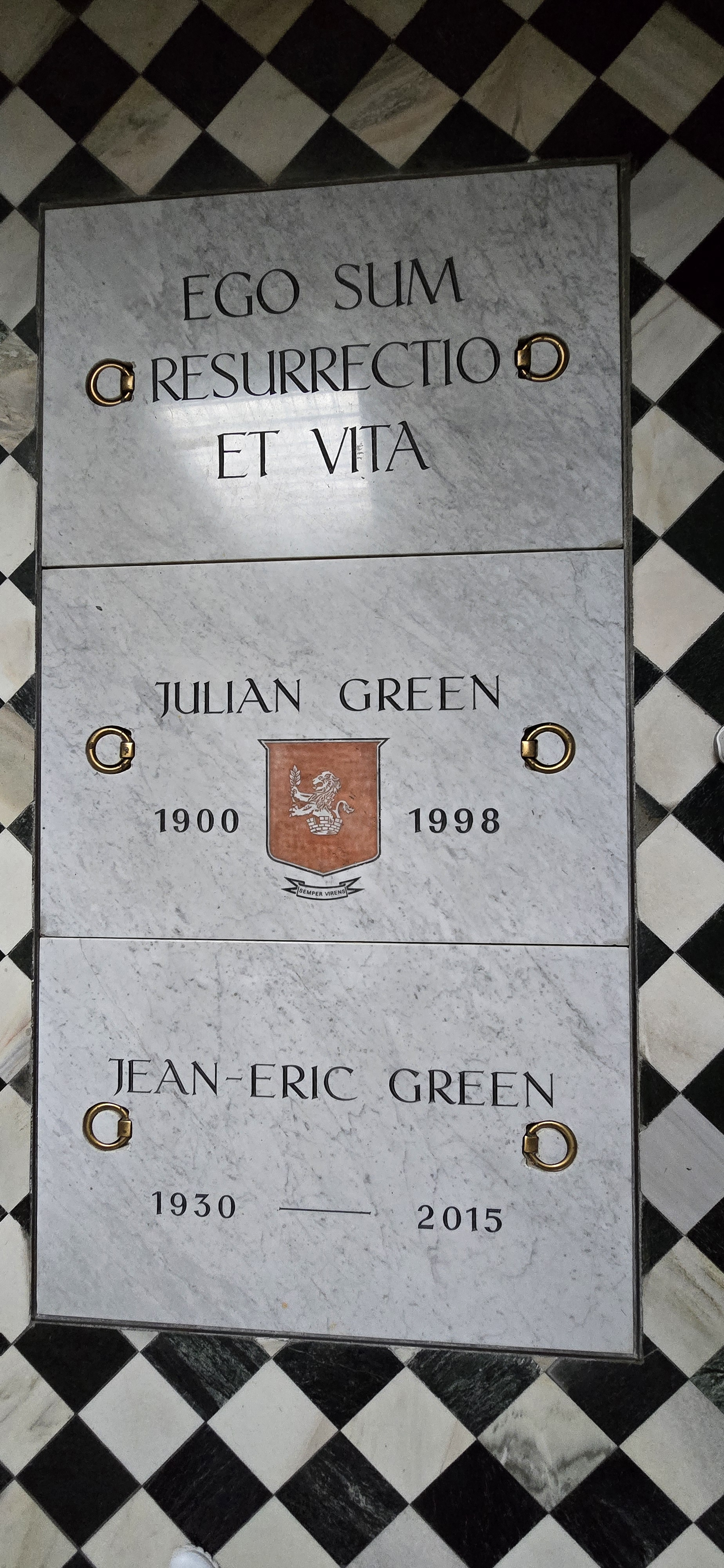
Grabstätte von Julian Green und Jean-Éric Green in der Pfarrkirche Klagenfurt-St. Egid

Am 31. Dezember 1979 starb Greens Schwester und Schriftstellerin Anne Green im Alter von 88 Jahren. Die beiden Geschwister hatten zeitlebens zusammengewohnt. Seit 1981 unternahm Green zahlreiche Reisen, so auch nach England, Italien, Griechenland, in den Iran, in die Türkei und zum Nordpol. Mit seinem Sohn verbrachte er in den Jahren 1981 bis 1990 jeweils mehrere Monate in Berlin. 1990 nahm Julien Green im Stadttheater Klagenfurt an der Uraufführung des Theaterstückes Der Automat teil, das Thomas Stroux inszeniert hatte. Aus diesem Besuch entstand eine persönliche Bindung zu Klagenfurt und zum Stadtpfarrer Markus Mairitsch (1944–2017).
1996 erklärte Julien Green seinen Austritt aus der Académie française, der er seit 1972 angehörte. Die Académie nahm den Austritt nicht an, da ein solcher Schritt in den Statuten nicht enthalten sei. Der Fauteuil 22 blieb bis zur Berufung von René de Obaldia im Jahr 1999 vakant.
Julien Green starb am 13. August 1998 in seiner Pariser Wohnung und wurde auf eigenen Wunsch in der Pfarrkirche Klagenfurt-St. Egid (Klagenfurt am Wörthersee) bestattet. Sein Sohn Jean-Éric Green starb am 7. Februar 2015 und wurde neben seinem Vater beigesetzt.
Greens Nachlass befindet sich seit Oktober 2021 in der Bibliothèque nationale de France.

## Werkgeschichte
Julien Green schuf eine Reihe von Romanen, die von der menschlichen Daseinsangst handeln und deren Charaktere sich oftmals aus Leidenschaft, unerfüllter Liebe oder Angst in Wahnsinn und Verbrechen verstricken. Daneben entstanden Dramen, Erzählungen und eines der bedeutendsten Tagebücher der Weltliteratur. Es erstreckt sich von 1926 bis 1998 und ist damit das umfangreichste veröffentlichte Tagebuchwerk überhaupt. Greens Autobiografie Souvenirs de jours heureux von 1942 erschien – in Greens eigener Übersetzung von 1944 – auf Französisch, erst neun Jahre nach seinem Tod auf Deutsch 2008 unter dem Titel Erinnerungen an glückliche Tage.

## Auszeichnungen und Mitgliedschaft
- 1951: Prix littéraire Prince Pierre de Monaco[6]
- 1966: Grand prix national des Lettres[6]
- 3. Juli 1972: Berufung in die Académie française auf den Fauteuil 22 für François Mauriac[4]
- 1974: Prix Marcel Proust[4]

## Werke (Auswahl)

### Erzählungen
- The Apprentice Psychiatrist. University of Virginia, 1920.

### Romane
- Mont-Cinère. 1926
  - Mont-Cinère. Deutsche Übersetzung von Rosa Brauer-Lucka. Speidel, Wien 1928
  - Neuübersetzung: Mont-Cinère. Deutsche Übersetzung von Eva Rechel-Mertens. Hegner, Köln 1972, ISBN 3-7764-0197-4.
- Adrienne Mesurat. 1927
  - Adrienne Mesurat. Deutsche Übersetzung von Irene Kafka. Speidel, Wien 1929.
  - Neuübersetzung: Adrienne Mesurat. Deutsche Übersetzung von Eva Rechel-Mertens. Hegner, Köln 1965.
  - Neuübersetzung: Adrienne Mesurat. Deutsche Übersetzung von Elisabeth Edl. Hanser, München 2000, ISBN 3-446-19909-8.
- Léviathan. 1929
  - Leviathan. Übersetzung Gina und Hermann Kesten. Kiepenheuer, Berlin 1930
  - Neuübersetzung: Leviathan. Übersetzung Eva Rechel-Mertens. Hegner, Köln 1963
- Christine. Übersetzung Irene Kafka, in Neue französische Erzähler. Anthologie. Hrsg. von Hermann Kesten, Félix Bertaux. Gustav Kiepenheuer, Berlin 1930, S. 349–361
  - Christine. Übersetzung Walter Widmer. Mit 17 Lithographien von Hans Fronius. Erich Hoffmann, Heidenheim 1960 (Maecenas-Liebhaberdrucke)
  - Christine. Übersetzung Werner Kraft. Georg Heusch, Bonn 1987
- L’autre sommeil, 1931
  - Der andere Schlaf. Übersetzung Carlo Schmid, Suhrkamp, Berlin 1958
  - Neuübersetzung: Der andere Schlaf. Peter Handke. Hanser, München 1988, ISBN 3-446-15069-2
- Épaves. 1932
  - Treibgut. Übersetzung Friedrich Burschell. Kiepenheuer, Berlin 1932
  - Treibgut. Übersetzung Eva Rechel-Mertens. Hegner, Köln 1967
  - Kommentierte Neuübersetzung: Treibgut. Herausgegeben und übersetzt von Wolfgang Matz. Hanser, München 2024, ISBN 978-3-446-27951-3, Rezension.[7]
- Le Visionnaire. 1934
  - Der Geisterseher. Übersetzung Franz Hessel. Kittl, Leipzig & Ostrau 1934
- Minuit. 1936
  - Mitternacht. Maria Giustiniani; Bermann Fischer, Wien 1936
- Varouna, 1940
  - Varuna. Übersetzung Elisabeth Edl. Hanser, München 1996, ISBN 3-446-18744-8
- Si j’étais vous, 1947
  - Wenn ich Du wäre. Übersetzung Rosemarie von Jankó; Amandus, Wien 1948
- Moïra, 1950
  - Moira. Übersetzung Georg Goyert. Desch, München 1952
- Le Malfaiteur. 1956
  - In den Augen der Gesellschaft. Übersetzung Franz Graf von Otting. Hegner, Köln 1962
  - Neuübersetzung: Der Übeltäter. Übersetzung Anja Lazarowicz. Hanser, München 1994, ISBN 3-446-17853-8
- Chaque Homme dans sa nuit, 1960
  - Jeder Mensch in seiner Nacht. Übersetzung Ernst Sander, Hegner, Köln 1960
- L’Autre, 1971
  - Der Andere. Übersetzung Gerhard Heller; Bertelsmann, Gütersloh 1972, ISBN 3-570-04581-1
- Le mauvais lieu. 1977
  - Louise. Übersetzung Gerhard Heller. Fischer, Frankfurt 1980, ISBN 3-10-027802-X
  - Neuaufl. udT.: Der verruchte Ort. Hanser, München 1997, ISBN 3-446-19111-9
- Les Pays lointains (Dixie I), 1987
  - Von fernen Ländern. Übersetzung Helmut Kossodo. Hanser, München 1988, ISBN 3-446-14961-9
- Les Étoiles du sud (Dixie II), 1989
  - Die Sterne des Südens. Übersetzung Helmut Kossodo. Hanser, München 1990, ISBN 3-446-15834-0
- Dixie (Dixie 3), 1994
  - Dixie. Elisabeth Edl. Hanser, München 1995, ISBN 3-446-18282-9
- L’Inconnu, 2008
  - Der Unbekannte. Übersetzung Elisabeth Edl. Hanser, München 2011, ISBN 978-3-446-23740-7

### Theaterstücke
- Sud, 1953
- L’Ennemi, 1954
- L’Ombre, 1956
- Demain n’existe pas, 1979
- L’automate, 1979
- L’étudiant roux, 1993
  - Die Dramen (enthält Süden / Uber „Süden“ / Warum ich zum Theater komme / Der Schatten / Der Feind / Ein Morgen gibt es nicht / Der Automat), dt. von Irène Kuhn; Langen-Müller, München 1987. ISBN 3-7844-2165-2.

### Autobiografie
- Partir avant le jour (1900–1916), 1963
  - Aufbruch vor Tag, dt. von Eva Rechel-Mertens; Hegner, Köln, Olten 1964
- Mille Chemins ouverts (1916–1919), 1964
  - Tausend offene Wege, dt. von Eva Rechel-Mertens, Hegner, Köln, Olten 1965
- Terre lointaine (1919–1922), 1966
  - Fernes Land, dt. von Eva Rechel-Mertens; Hegner, Köln, Olten 1966
- Jeunesse, 1974
  - Jugend, dt. von Rein A. Zondergeld; Suhrkamp, Frankfurt am Main 1980. ISBN 3-518-01644-X
- Jeunes Années (Autobiografie in vier Bänden), 1985
  - Junge Jahre, dt. von Eva Rechel-Mertens. Bearb. u. erg. durch Anne Morneweg u. Claus Koch; Herbig, München, Berlin, 1986

### Tagebücher
- Les années faciles (1926–1934) (Tagebücher I), 1938
- Derniers beaux jours (1935–1939) (Tagebücher II), 1939
- Devant la porte sombre (1940–1943) (Tagebücher III), 1946
- L’œil de l’ouragan (1943–1945) (Tagebücher IV), 1949
- Le revenant (1946–1950) (Tagebücher V), 1951
  - Tagebücher 1946–1950, dt. von Hanns Winter; Verlag Herold, München, Wien
  - auch: Tagebücher 1928–1945, dt. von Hanns Winter; Verlag Herold, München, Wien 1952
- Le miroir intérieur (1950–1954) (Tagebücher VI), 1955
- Le bel aujourd’hui (1955–1958) (Tagebücher VII), 1958
- Vers l’invisible (1958–1967) (Tagebücher VIII), 1967
- La bouteille à la mer (1972–1976) (Tagebücher X), 1976
- La terre est si belle (1976–1978) (Tagebücher XI), 1982
- La lumière du monde (1978–1981) (Tagebücher XII), 1983
- L’arc-en-ciel (1981–1984) (Tagebücher XIII), 1988
- L’Expatrié (1984–1990) (Tagebücher XIV), 1990
- L’avenir n’est à personne (1990–1992) (Tagebücher XV), 1993
- On est si sérieux quand on a 19 ans (1919–1924) (Tagebücher XVI), 1993
- En avant par-dessus les tombes (1996–1997) (Tagebücher XVII), 2001
- Le grand large du soir (1997–1998) (Tagebücher XVIII), 2006

### Anderes
- Pamphlet contre les catholiques de France, 1924 (unter dem Pseudonym Théophile Delaporte)
  - Streitschrift wider die lauen Christen, dt. von Elisabeth Brook-Sulzer; Kunzelmann, Zürich 1945
- Les Clefs de la mort, 1927
- Suite anglaise, 1927
  - Englische Suite – literarische Porträts, dt. von Helmut Kossodo; List, München 1989. ISBN 3-471-77653-2.
- Le Voyageur sur la terre, (Novellen) 1927
  - Pilger auf Erden (Novellen), dt. von Werner Riemerschmid; Herder, Wien 1948
  - Neuübersetzung: Fremdling auf Erden: Erzählungen, dt. von Elisabeth Edl, Hanser, München, Wien 2006. ISBN 978-3-446-20737-0.
- Memories of Happy Days, 1942
- La Nuit des fantômes, 1976
  - Die Nacht der Phantome, dt. von Eva Rechel-Mertens; Desch, München 1975. ISBN 3-420-04738-X.
  - Neuübersetzung: Die Gespensternacht, dt. von Helmut Kossodo; Hanser, München, Wien 1989. ISBN 3-446-15543-0.
- Ce qu’il faut d’amour à l'homme (Essai), 1978
- Frère François, 1983
  - Bruder Franz, dt. von Hanns Bücker; Herder, Freiburg im Breisgau, Basel, Wien 1984. ISBN 3-451-20189-5.
- Paris, 1984
  - Paris, dt. von Helmut Kossodo; List, München 1985. ISBN 3-471-77643-5.
- Le Langage et son double, 1985
- Villes, 1985
  - Meine Städte – ein Reisetagebuch 1920–1984, dt. von Helmut Kossodo, List, München 1986. ISBN 3-471-77646-X.
- Liberté chérie, 1989
- L'Homme et son ombre, 1991
- Ralph et la quatrième dimension, 1991
  - Ralph und die vierte Dimension, dt. von Anja Lazarowicz; Sanssouci, Zürich 1996. ISBN 3-7254-1102-6.
- Dionysos ou La chasse aventureuse (Prosagedicht), 1997
  - Dionysos oder die abenteuerliche Jagd, dt. von Bettina Wiengarn; Kellner, Hamburg 1994. ISBN 3-927623-40-7.
- Jeunesse immortelle (Essai), 1998
- Souvenirs des jours heureux, 2007
  - Erinnerungen an glückliche Tage, dt. von Elisabeth Edl; Hanser, München 2008. ISBN 978-3-446-23058-3.
- L’Inconnu et autres récits, 2008

## Film
- „Man muß die Wahrheit sagen, Der Schriftsteller Julien Green“, Ein Film von Vera Botterbusch, 60 Min. BR 1987